# Mosquée de Tinmel
La Mosquée de Tinmal ou Grande Mosquée de Tinmal (également orthographiée Tinmel ou Tin Mal ; Tachelhit : ⵜⵉⵎⵣⴳⵉⴷ ⵏ ⵜⵉⵏⵎⵍ) est une mosquée du XIIe siècle située dans le village de Tinmel, dans les montagnes du Haut Atlas marocain . Bien qu'elle ne fonctionne plus comme une mosquée aujourd'hui, ses vestiges sont préservés en tant que site historique. Elle a été construite sur le site où Ibn Tumart, le fondateur du mouvement almohade, a été enterré et elle est considérée comme un exemple important de l'architecture archétypale.
La mosquée a été ajoutée à la liste indicative des sites potentiels du patrimoine mondial de l'UNESCO en 1995. Elle a subi d'importants dégâts lors du séisme de Marrakech-Safi en 2023,.

## Histoire

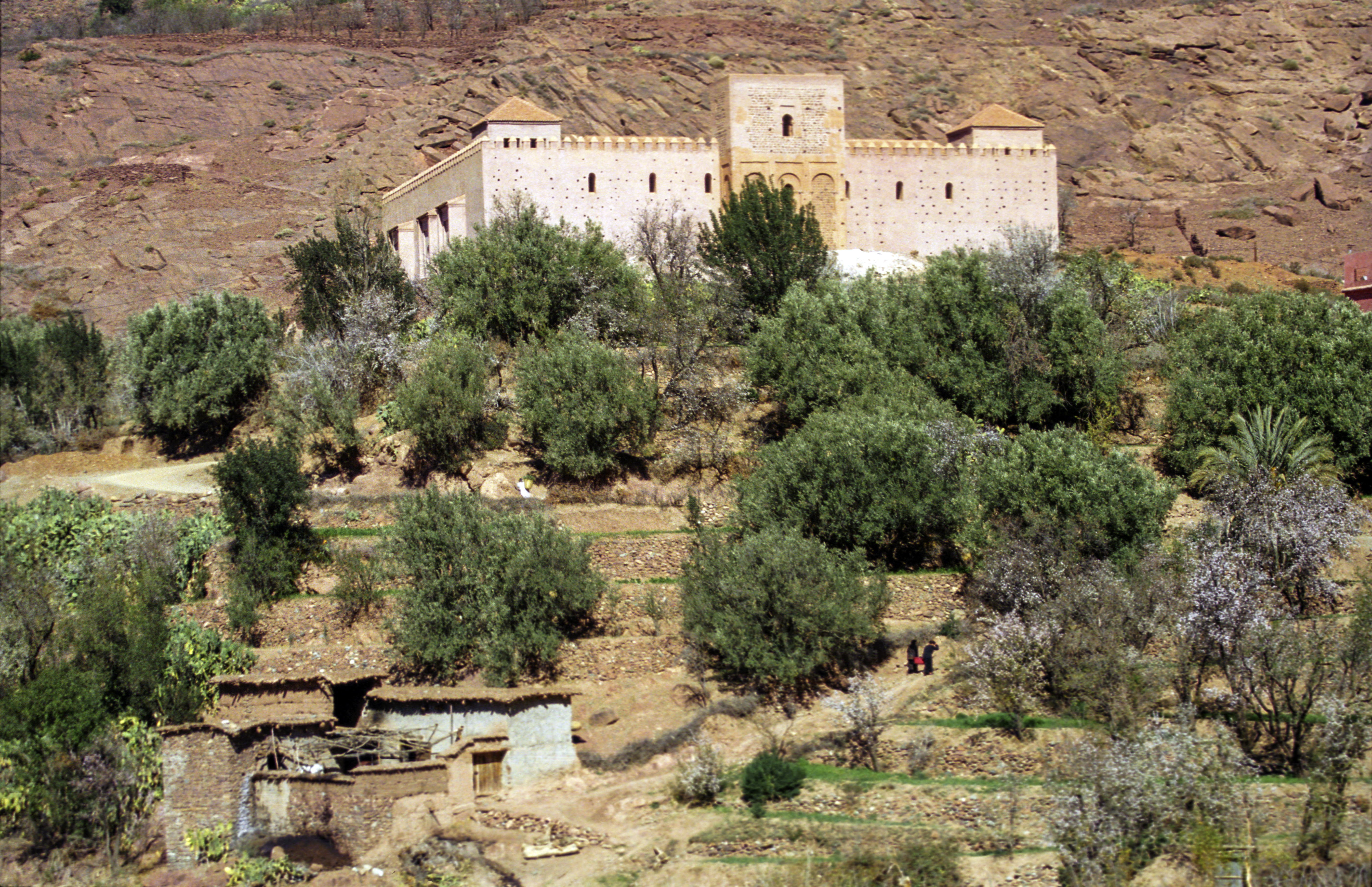
Vue de la mosquée perchée au dessus du village de Tinmel

Tinmel est situé dans la partie occidentale du Haut Atlas, sur la route du col du Tizi N'Test, entre Marrakech au nord et la région du Sous au sud. Elle fut la première capitale du mouvement almohade fondé par Ibn Tumart. Il y établit ses partisans en 1124 ou 1125 de notre ère et ce lieu devient la base à partir de laquelle furent lancées des attaques contre les Almoravides, établis à Marrakech dirigeants du Maroc à l'époque,. Une première mosquée a été construite ici à cette époque, ou peu de temps après, dont il ne reste pas de trace.
Quand Ibn Tumart meurt en 1130, il est enterré sur ce lieu. Un sanctuaire religieux et un lieu de pèlerinage se développent par la suite sur le site de sa tombe. Abd al-Mu'min, qui prend après lui la direction des Almohades, décide de la construction d'une nouvelle mosquée à proximité ou sur le même site, en 1148, comme le confirment les documents historiques d'époque, – bien que la date de fondation de 1153 à 1154 CE (548 AH) donnée par le Rawd al-Qirtas reste encore citée par beaucoup,,. La nouvelle mosquée a très probablement remplacé une mosquée existante de Tinmel qui était présente sur les lieux,. La construction de la mosquée commence peu de temps après la conquête de Marrakech (1147) et le début de la construction de la mosquée Koutoubia. L'architecture de la mosquée Tinmal présente de nombreuses similitudes avec la mosquée Koutoubia et a probablement été conçue et construite par des artisans de Marrakech,,. La mosquée est plus petite que les autres grandes mosquées almohades, car elle est conçue pour une petite ville, mais elle reste néanmoins un lieu de pèlerinage et les dirigeants almohades ultérieurs sont également enterrés à proximité. Elle sert de référence archétypale à la une bonne partie des mosquées du Maroc. Plus tard, alors que les Mérinides leur arrachaient le contrôle du Maroc, les Almohades de Marrakech ont pris position finale à Tinmel jusqu'à ce que leurs derniers dirigeants soient vaincus et capturés, en 1275.
La mosquée tombe finalement en ruine et est en partie restaurée au milieu du XXe siècle,. Les derniers travaux de restauration sont entrepris dans les années 1990,. La mosquée n'est plus en fonctions mais reste ouverte aux visiteurs en tant que site historique, ce qui en fait également l'un des rares bâtiments de mosquée au Maroc ouvert aux personnes non-musulmanes,. Le site figure sur la liste indicative des sites du patrimoine mondial de l'UNESCO depuis 1995.
Depuis janvier 2023, des travaux sont en cours pour une nouvelle restauration de la mosquée, supervisés par le ministère des Habous et des Affaires islamiques. Ces travaux sont prévus sur une durée de 18 mois. Le plan prévoit également la construction éventuelle d'un musée, à côté de la mosquée,.

### Tremblement de terre de 2023
La mosquée est gravement endommagée lors du tremblement de terre de Marrakech-Safi de 2023 ,. Des parties de la tour du minaret et certains murs semblaient s'être effondrés. Le ministère marocain de la Culture a répondu en déclarant que la mosquée serait restaurée, tandis que l'UNESCO a indiqué qu'elle enverrait une équipe pour évaluer les dégâts,.

## Architecture
On dispose de deux témoignages sur la mosquée de Tinmel au début du XXe siècle avant toute restauration:
- Edmond Doutté passe deux jours à Tinmel en 1901 et publie une description avec des photographies.

- Henri Basset et Henri Terrasse après une mission sur le site en 1923 lui consacrent un chapitre détaillé sur le plan historique et architectural dans leur livre Sanctuaires et forteresses almohades.

### Extérieur

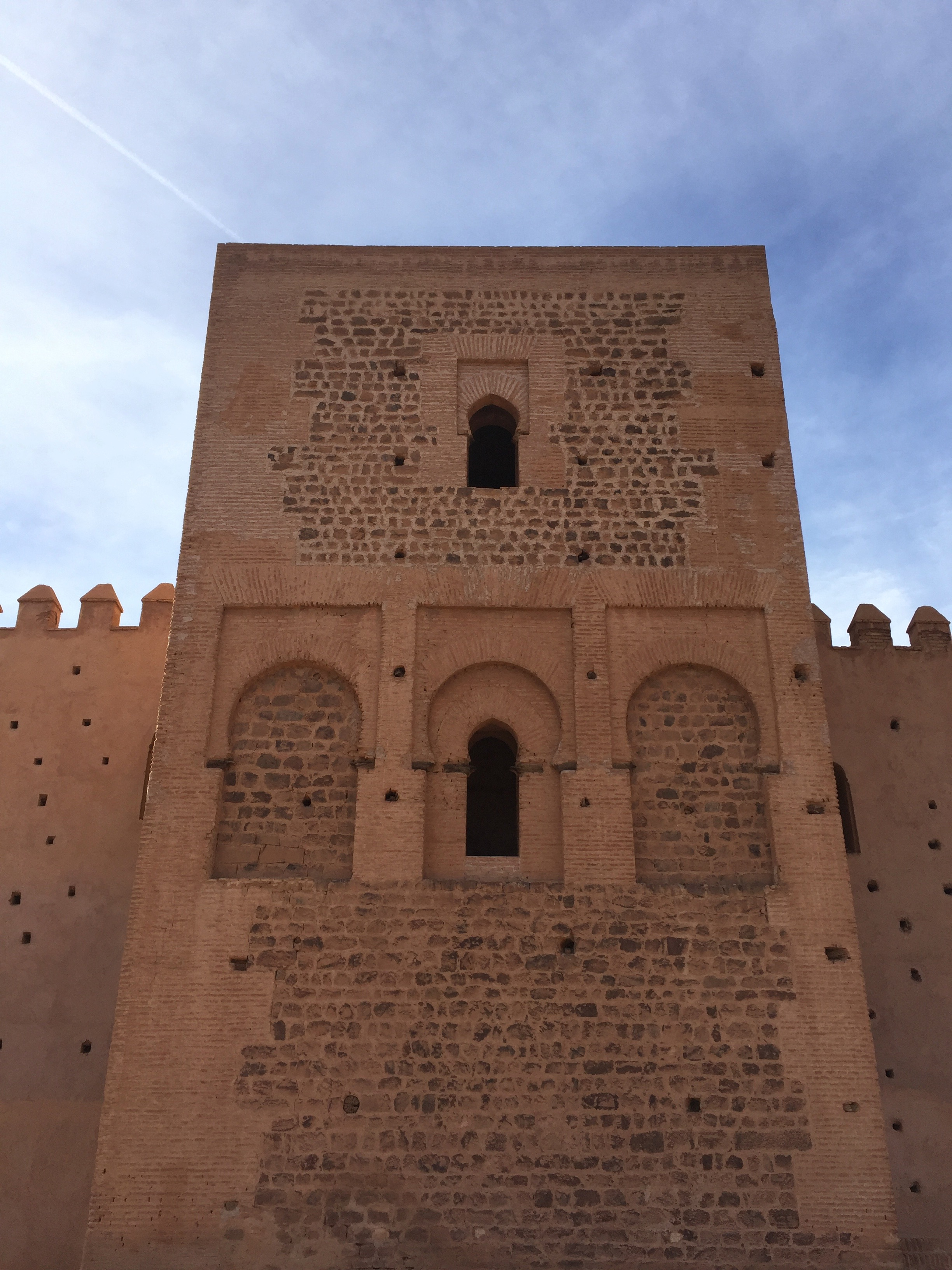
Le minaret de la mosquée

Le bâtiment a un aspect extérieur semblable à celui d'une forteresse, avec des murs simples et épais, caractéristiques également d'autres mosquées et bâtiments almohades. La mosquée a un plan au sol rigoureusement quadrangulaire qui mesure 43 mètres sur 40 mètres. Une caractéristique plus inhabituelle est la position et la forme de son minaret, situé au milieu de son mur sud, au sommet du mihrab ; une caractéristique de conception que l'on ne retrouve pas pour d'autres mosquées historiques. Le minaret a une base rectangulaire et fait saillie vers l'extérieur du mur extérieur environnant, mais a un aspect tronqué ou inachevé, contrastant avec les minarets audacieux et monumentaux des autres mosquées almohades qui ont suivi (comme le minaret de la Koutoubia ou de la Giralda, à Séville). La mosquée possède sept entrées : trois sur ses côtés est et ouest et une entrée centrale au nord,.

### Intérieur
À l’intérieur, la mosquée présente une salle hypostyle typique avec une cour intérieure. La salle de prière principale est divisée en neuf « nefs » (s'étendant approximativement du nord au sud) par des rangées d'arcs en fer à cheval brisés. Une autre nef, perpendiculaire à ces rangées d'arcs (s'étendant à peu près d'est en ouest), longe le mur sud (le mur de la qibla vers lequel les fidèles priaient). La mosquée est un exemple notable de mosquée « en T » ou « de type T » que l'on trouve dans l'architecture almoravide antérieure et qui était la norme pour les mosquées marocaines médiévales ultérieures : l'allée parallèle au mur de la qibla et la nef centrale menant à les mihrab, perpendiculaires à ce mur, sont plus larges et plus proéminents que les autres bas-côtés de la mosquée et dessinent ainsi une forme en « T » dans le plan du bâtiment,,,.
L'allée sud du mur de la qibla comporte également trois coupoles muqarnas (« nid d'abeille » ou « stalactite ») : une au milieu, devant le mihrab, et une à chaque extrémité, aux coins sud de la mosquée. Chaque coupole est également flanquée d'arcs à lambrequins ou arcs à muqarnas, en dessous, dont l'intrados est rehaussé de sebka sculptés, de muqarnas et de motifs de palmettes ou de coquillages. Des arcs polylobés et à lambrequins longent également le bord nord de cette allée, la distinguant encore davantage du reste de la mosquée. Toutes ces fioritures décoratives servent également à mettre en valeur le bas-côté sud et la nef centrale du plan en T de la mosquée,,.

La cour rectangulaire (sahn) de la mosquée occupe une grande place dans sa partie nord, correspondant à la largeur des cinq nefs médianes de la mosquée et à la longueur des trois nefs transversales. Elle est entourée de toutes parts par les arches de la salle de prière et ses extensions.

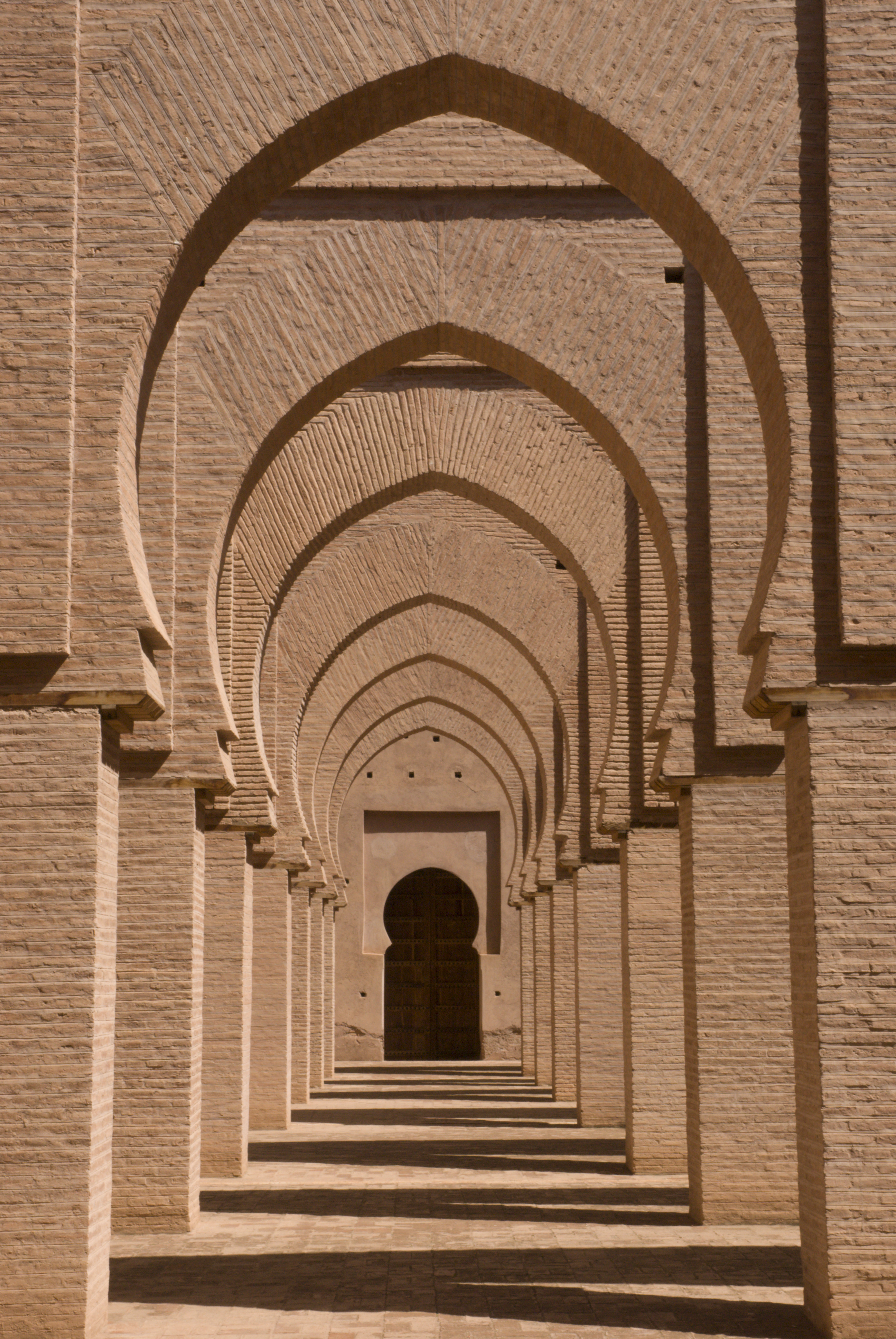
Arcs en fer à cheval pointus, dans la salle de prière.
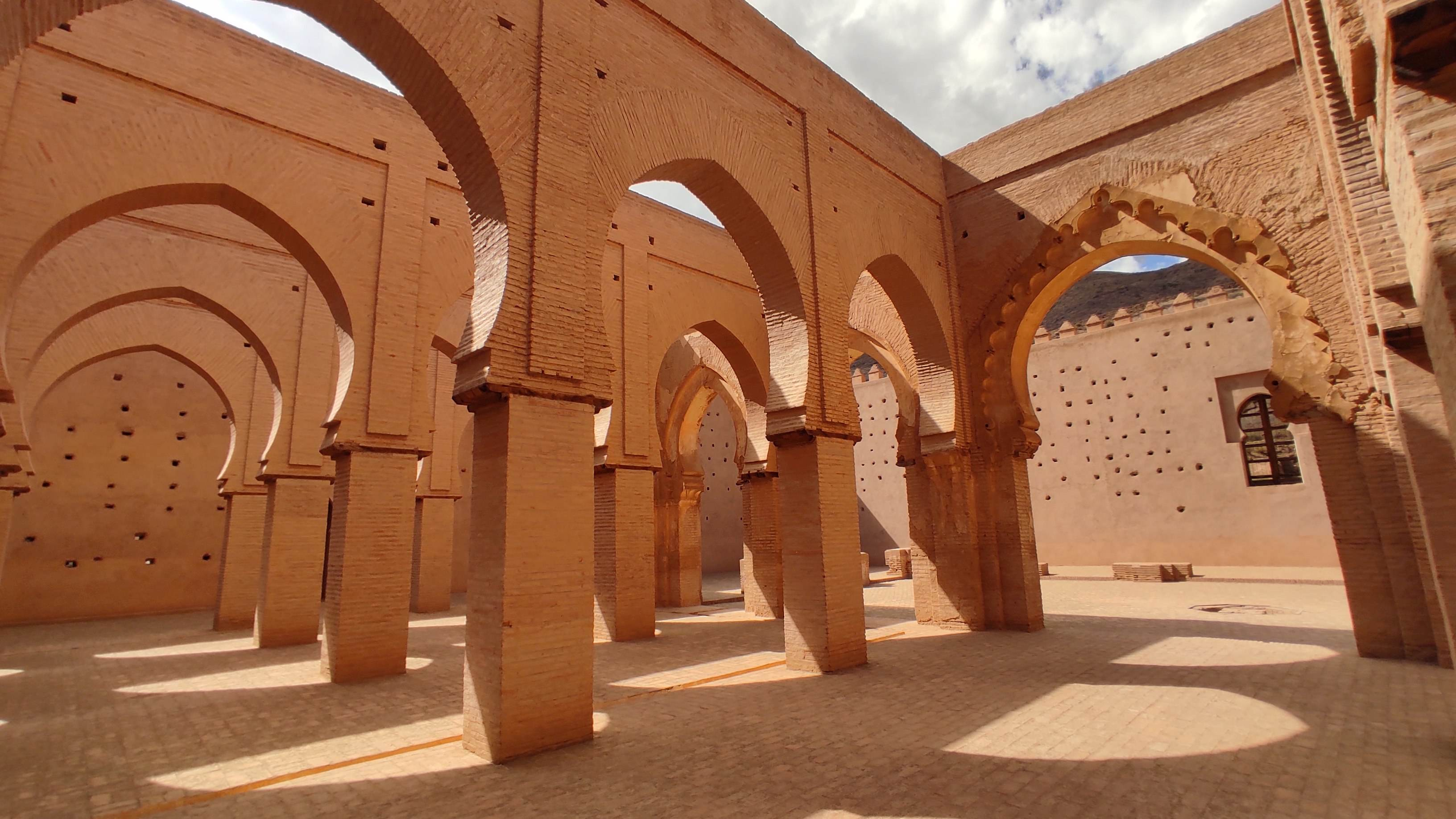
Vue de la salle de prière, en direction de la cour (derrière les arches à droite).
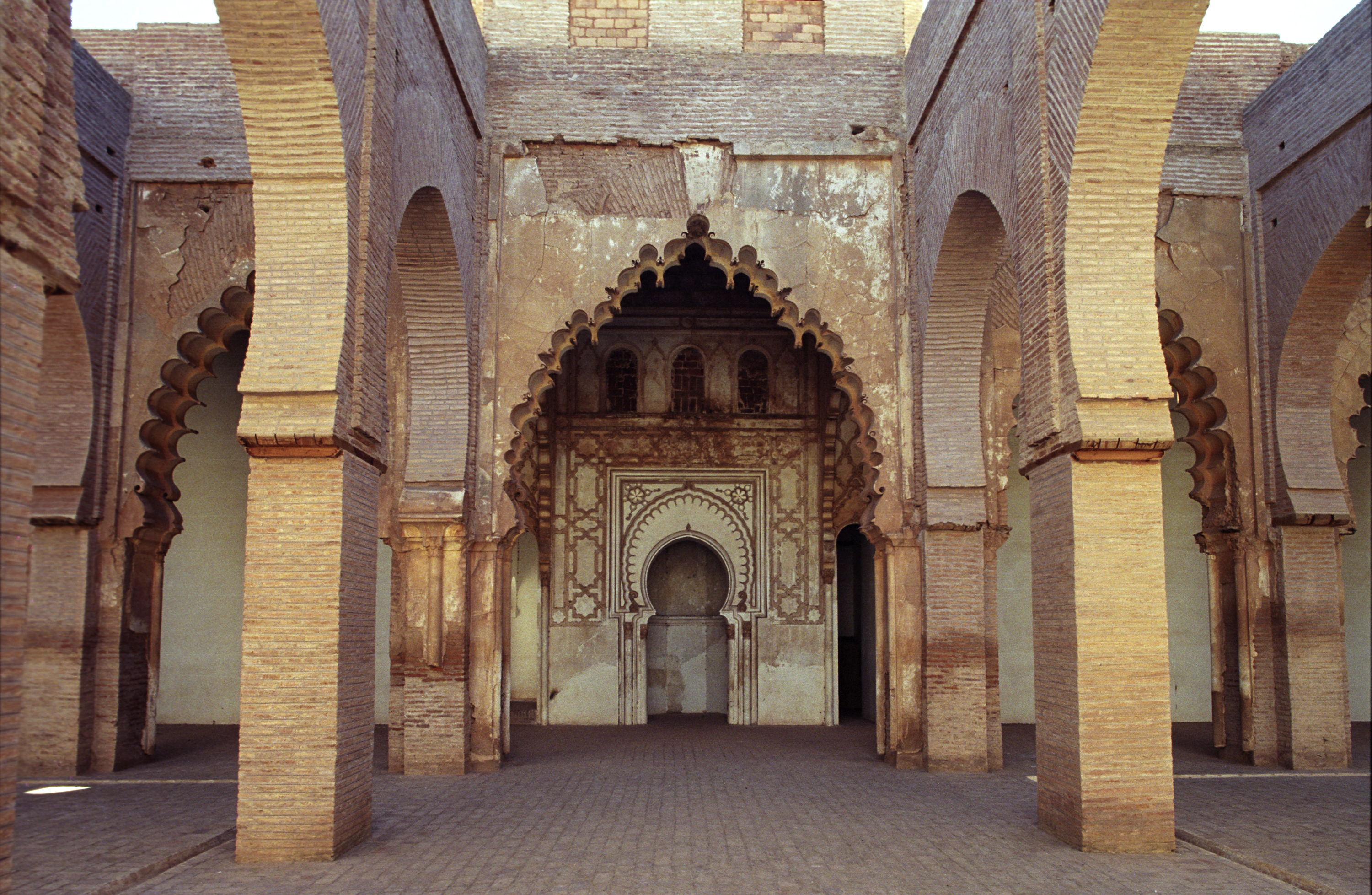
Vue de la salle de prière, en direction du mihrab (centre). L'allée la plus au sud, avant le mihrab, est délimitée par différents types d'arcs.
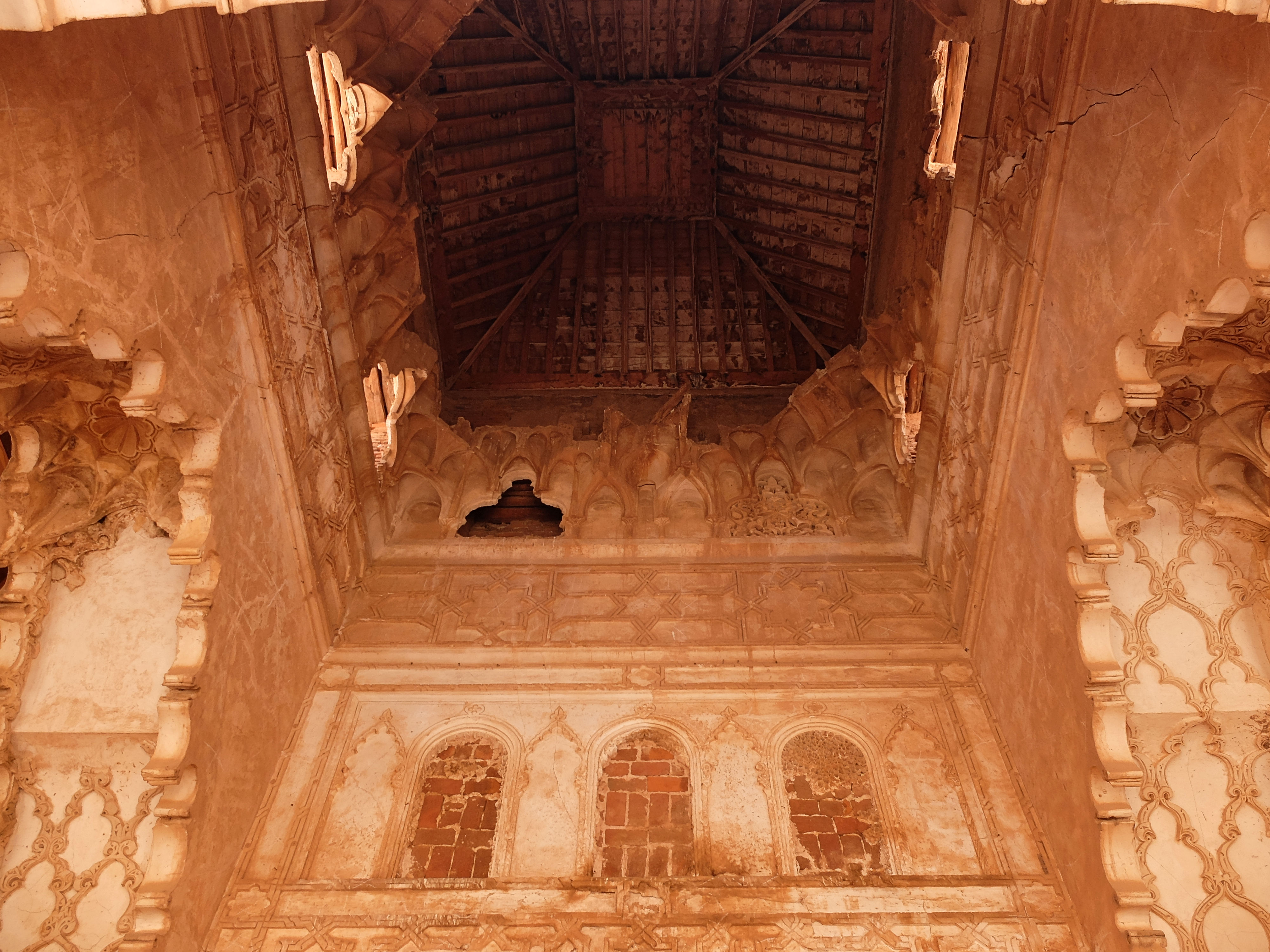
Vestiges de l'ancienne coupole des muqarnas devant le mihrab (photo de 2015).
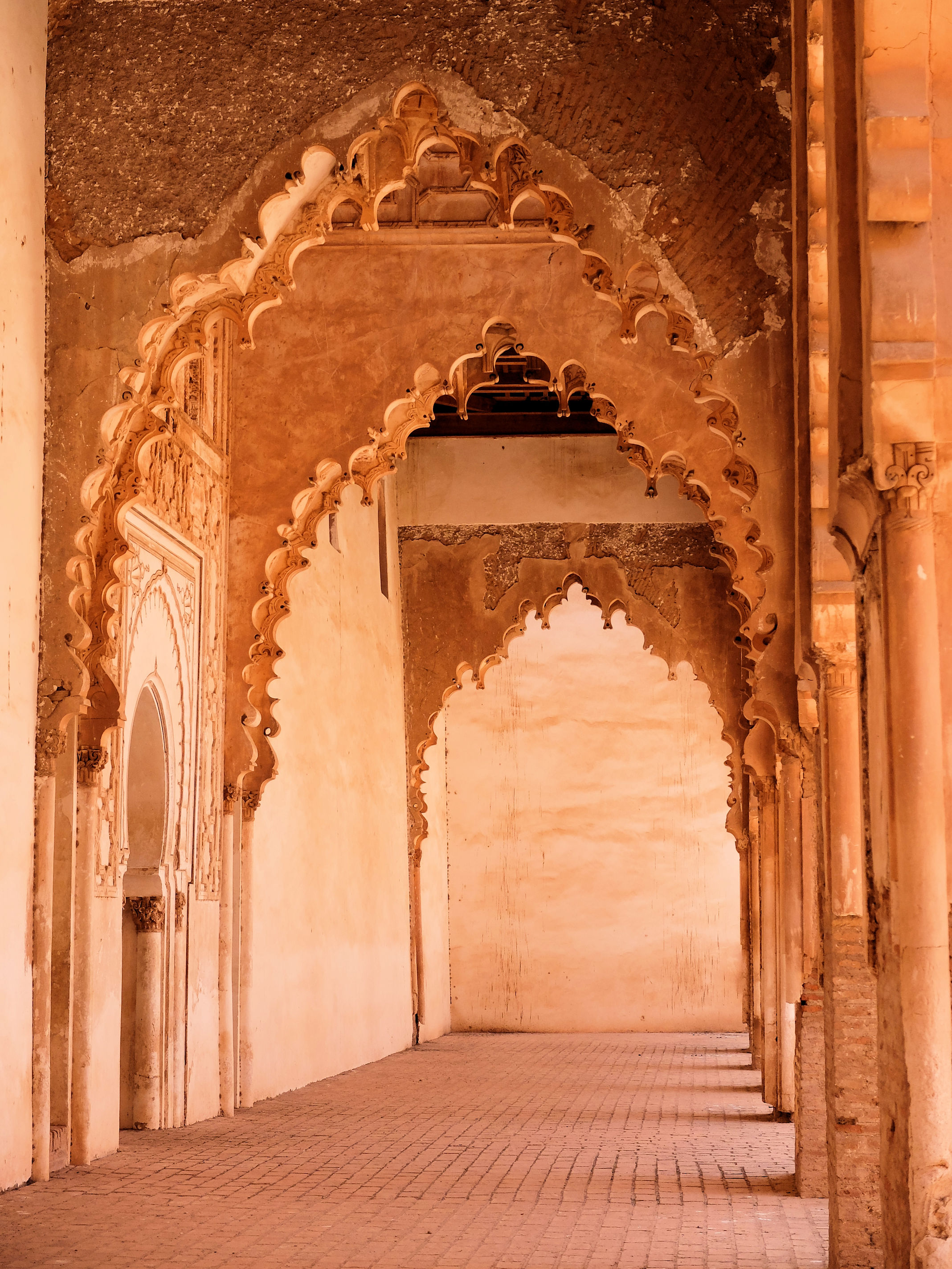
Arcs à lambrequins dans la nef sud de la mosquée.
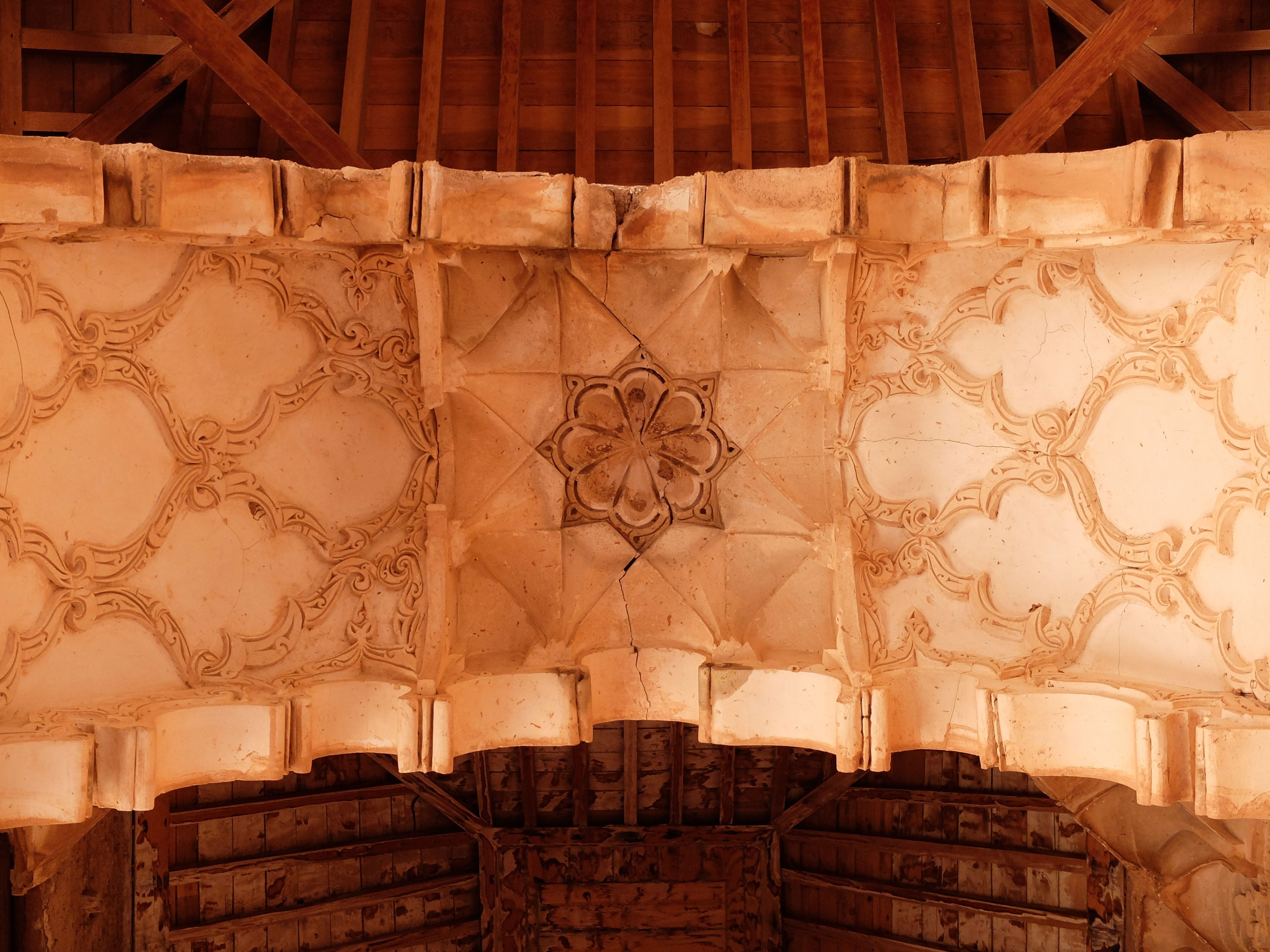
Sebka et autres motifs décoratifs sous l'un des arcs à lambrequins à côté du mihrab.
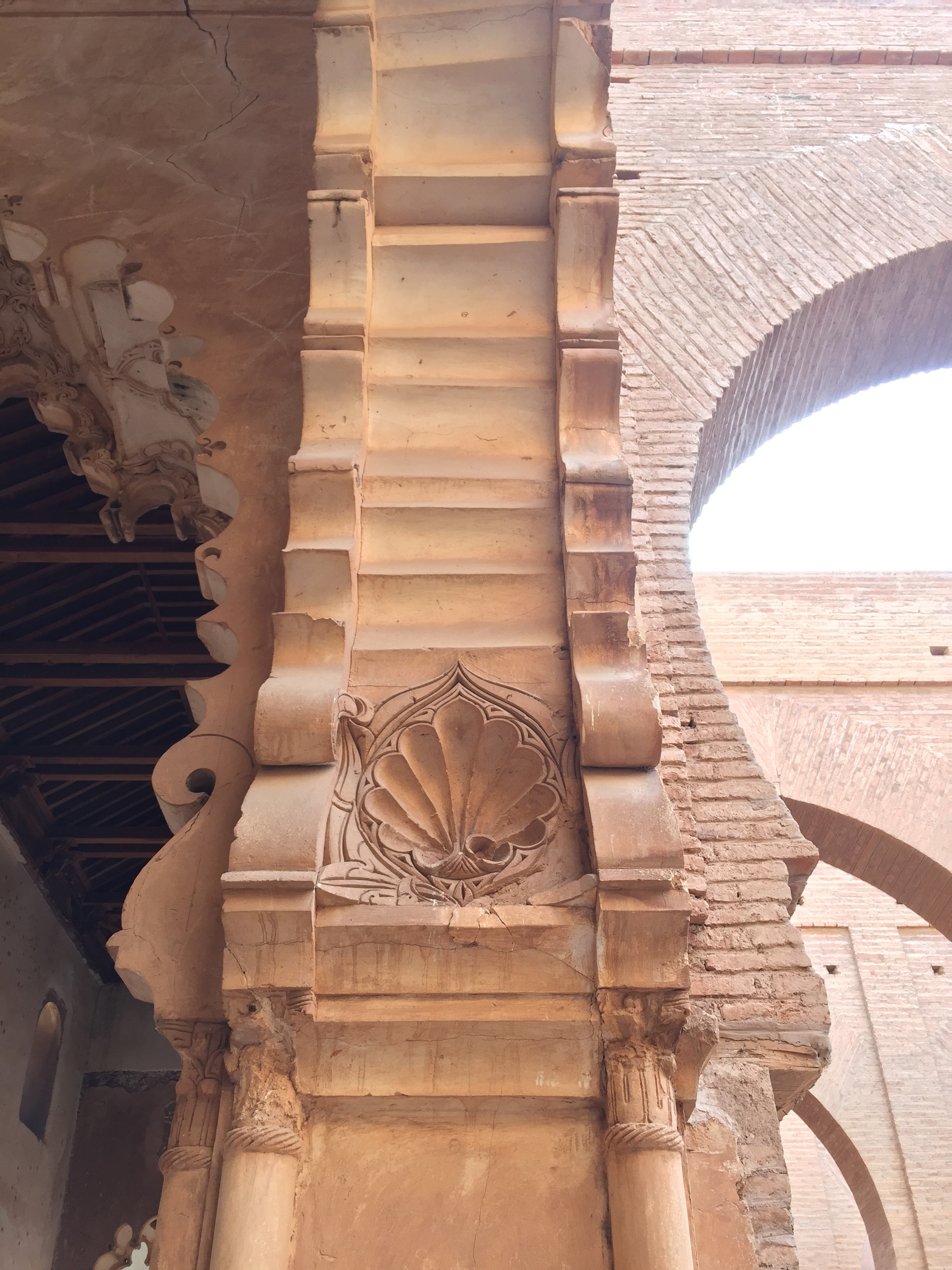
Motif de palmettes et de coquillages sculpté dans les arcs près du mihrab.
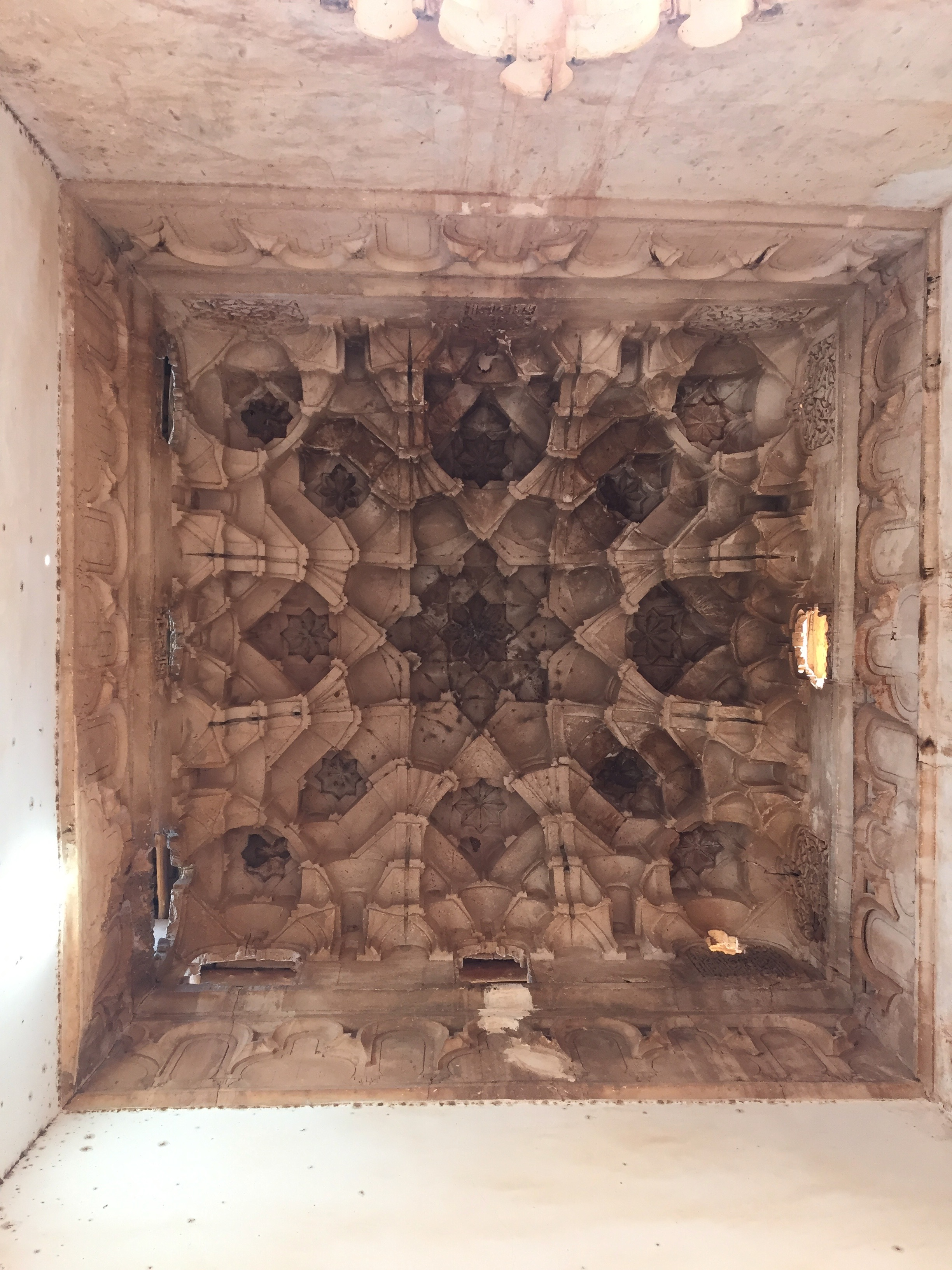
Une coupole à mouqarnas préservée à l'angle sud-est de la mosquée.

#### Lemihrab
Le mihrab, situé au milieu du mur sud est similaire par sa forme et sa décoration à celui de la mosquée Koutoubia et d'autres mosquées almohades, constitué d'une petite salle octogonale couverte par une coupole de muqarnas. Cette forme générale hérite de la tradition du mihrab du Xe siècle de la Grande Mosquée de Cordoue, qui consistait également en une petite salle octogonale. Le mur entourant l'ouverture du mihrab est décoré de motifs géométriques et d'entrelacs sculptés en stuc. Contrairement à la mosquée Koutoubia, les chapiteaux décoratifs des colonnes engagées autour du mihrab sont sculptés dans du stuc plutôt que du marbre. De chaque côté du mihrab se trouvent deux grandes ouvertures cintrées : l'une menait à une petite chambre où le minbar (chaire) était stocké, tandis que l'autre menait à l'entrée de l'imam à la base orientale du minaret,.

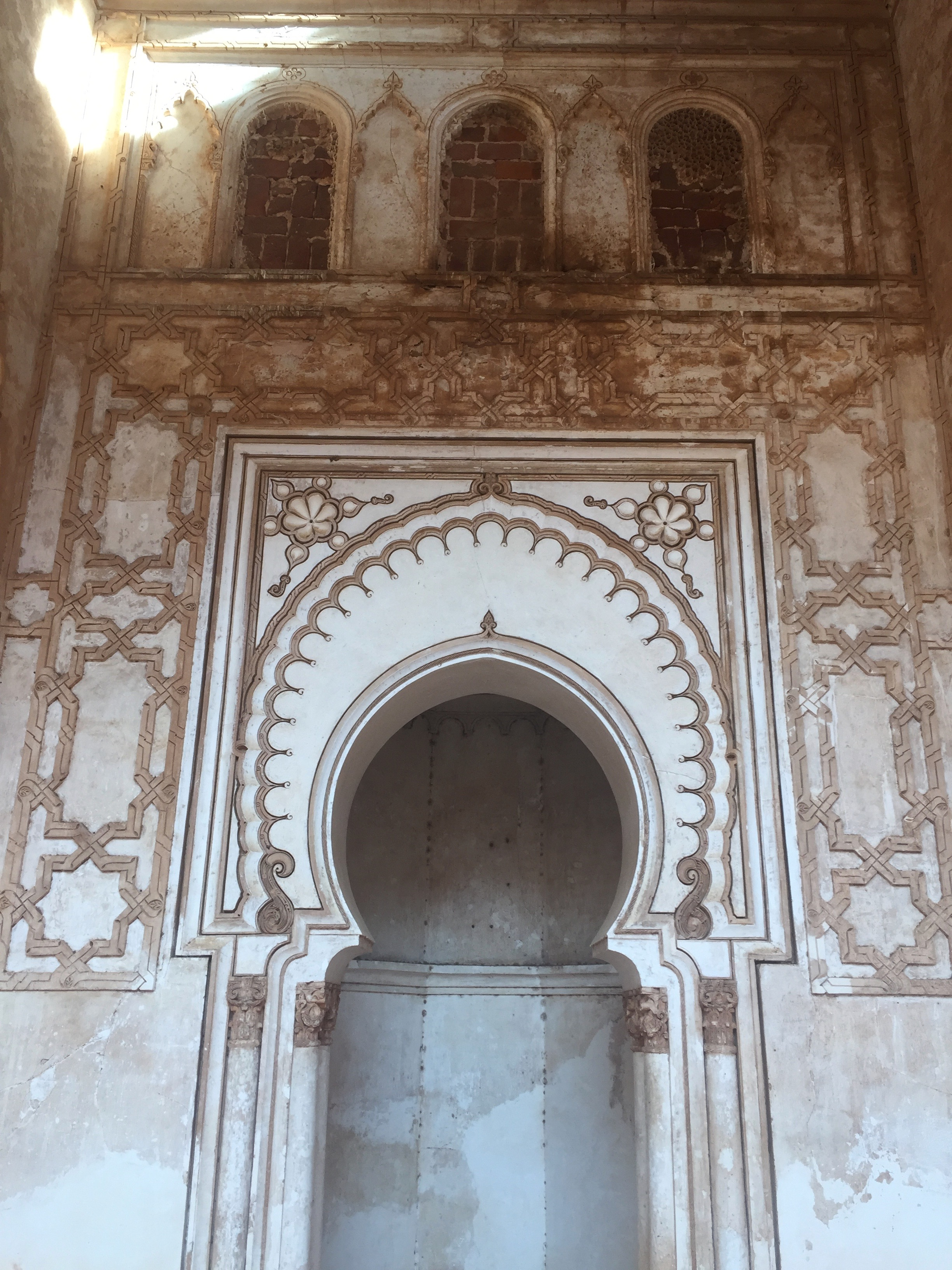
Le mihrab.
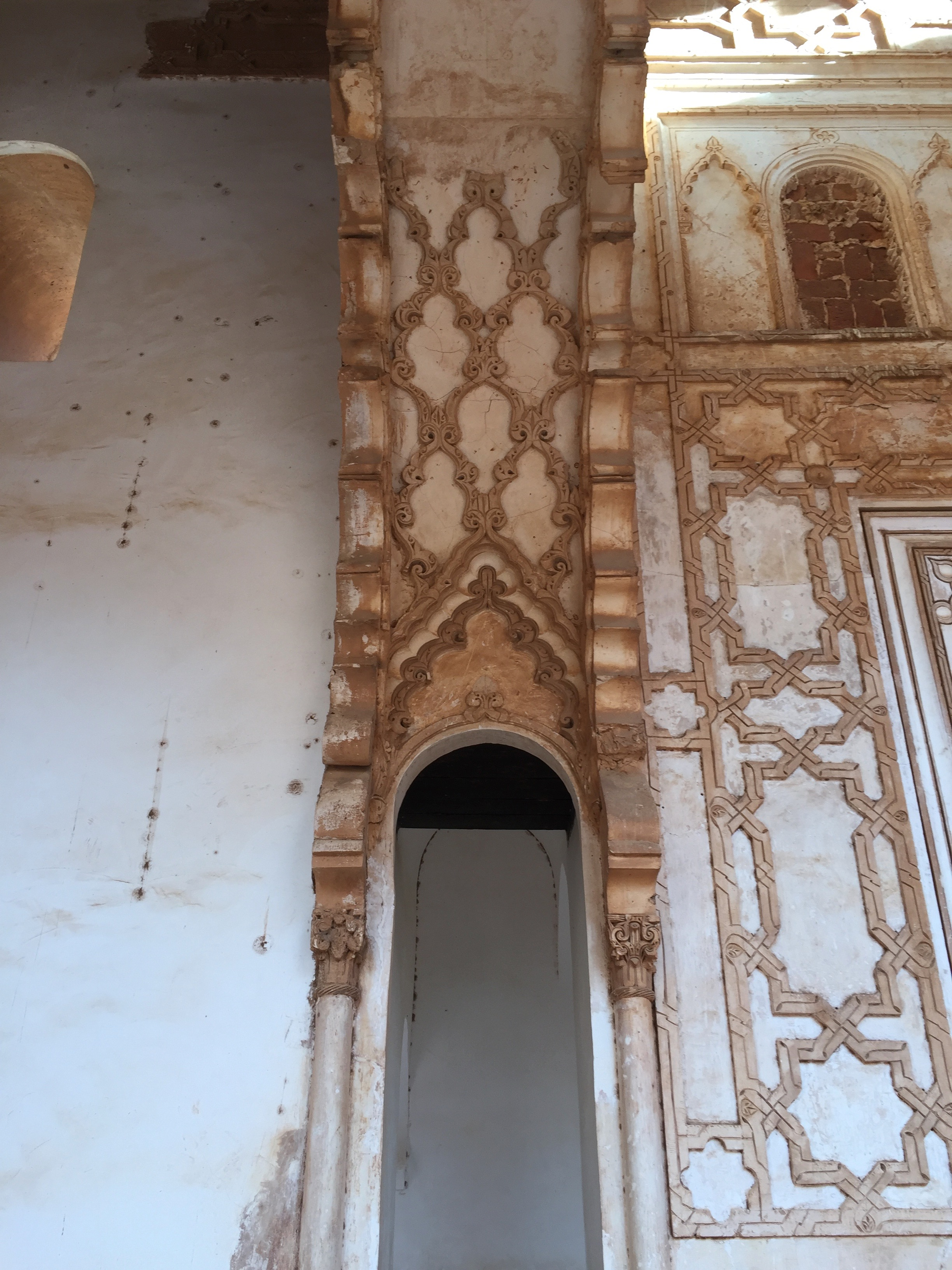
Intrados de l'arc (en haut) à côté du mihrab et ouverture menant à l'entrée de l'imam (en bas).
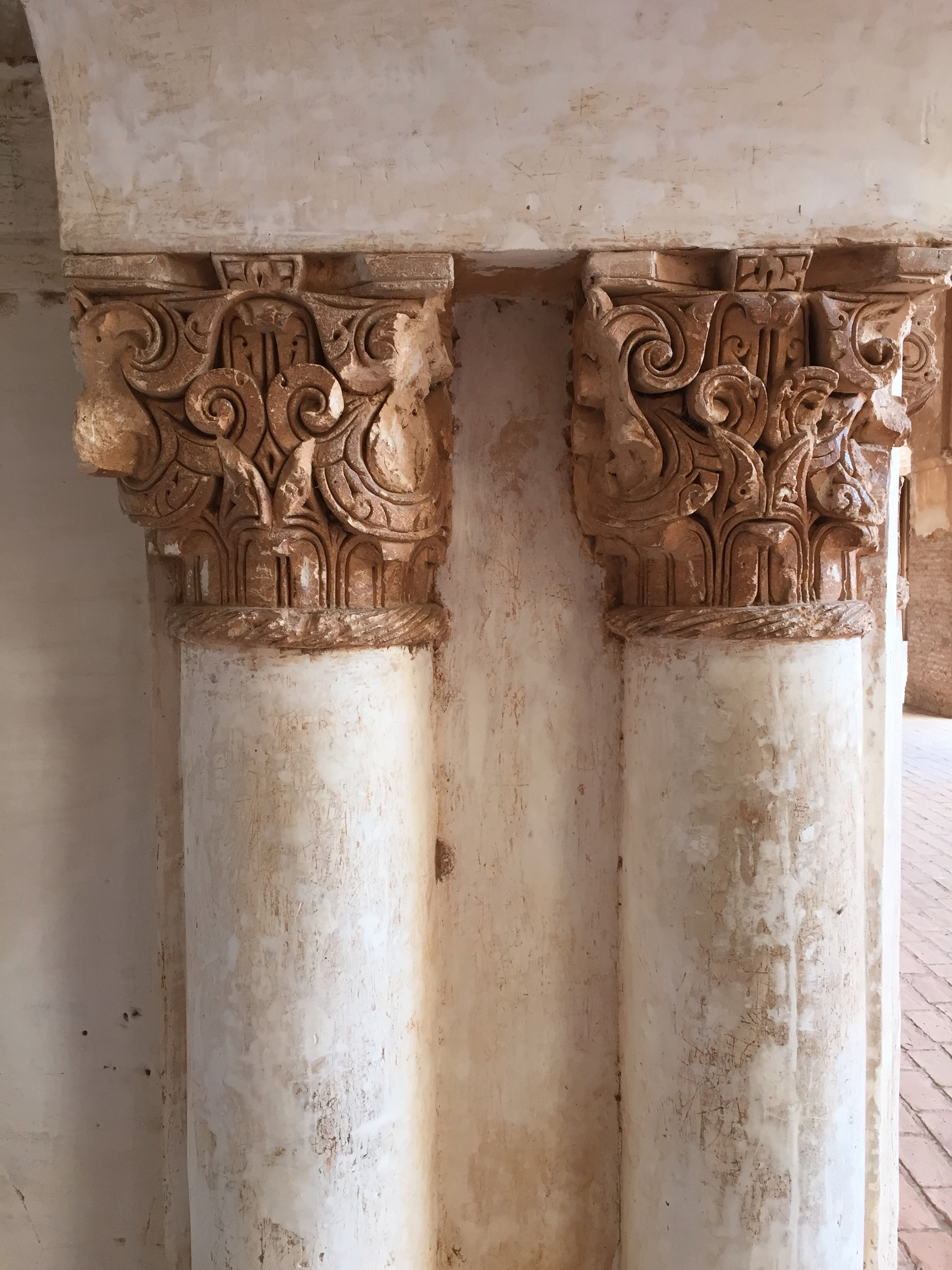
Chapiteaux décoratifs autour du mihrab.
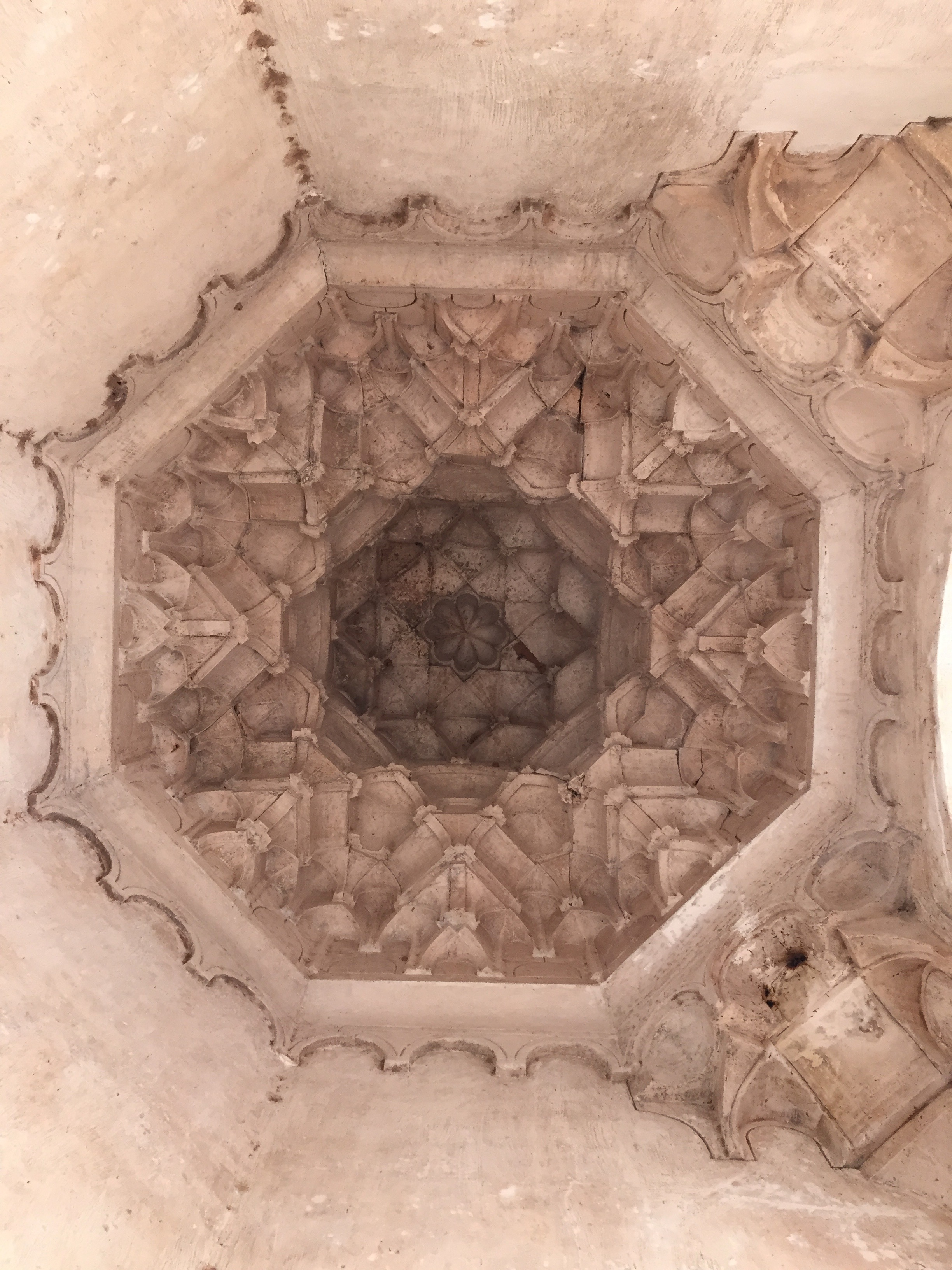
La coupole des muqarnas à l'intérieur du mihrab.